# Charouine
Charouine es un municipio de la provincia o vilayato de Timimoun en Argelia. En agosto de 2011 tenía una población censada de 11 347 habitantes.
Se encuentra ubicado en el centro-oeste del país, en el desierto del Sahara.